# Eleições municipais de Campo Grande em 2020
As eleições municipais da cidade de Campo Grande em 2020 ocorreram em 15 de novembro (primeiro turno) e 29 de novembro (segundo turno), com o objetivo de eleger um prefeito, um vice-prefeito e 29 vereadores, que serão responsáveis pela administração da cidade. O prefeito titular é Marquinhos Trad (PSD), que concorreu a reeleição.
Originalmente, as eleições ocorreriam em 4 de outubro (primeiro turno) e 25 de outubro (segundo turno), porém, com o agravamento da pandemia de Covid-19 (doença causada pelo novo coronavírus), o pleito foi adiado com a promulgação da Emenda Constitucional nº 107/2020.

## Contexto

### Pandemia
As eleições municipais de 2020 estão sendo marcadas, antes mesmo de iniciada a campanha oficial, pela pandemia de Covid-19, o que está fazendo com que os partidos remodelem suas metodologias de pré-campanha. O Tribunal Superior Eleitoral (TSE) autorizou os partidos a realizarem as convenções para escolha de candidatos aos escrutínios por meio de plataformas digitais de transmissão, para evitar aglomerações que possam proliferar o vírus.
Além disso, a partir deste pleito, entra em prática a Emenda Constitucional 97/2017, que proíbe a celebração de coligações partidárias para as eleições legislativas.

### Eleições anteriores
Em 30 de outubro de 2016, o deputado estadual Marquinhos Trad foi eleito prefeito com 58,77% dos votos válidos. Vindo de um segundo turno, o advogado conquistou o resultado superando a então vice-governadora Rose Modesto (PSDB).
Na Câmara Municipal, 11 dos 29 vereadores foram reeleitos. As demais vagas foram conquistadas por novatos ou velhos conhecidos do eleitor.

### Administração Trad
No primeiro ano de administração, o prefeito Marquinhos Trad cumpriu 11 das 45 promessas de campanha, além de ter começado a cumprir outras oito ao longo de 2017. No ano de 2018, o número mudou para 21 promessas cumpridas e dez foram executadas parcialmente. No terceiro ano de mandato, Trad já tinha cumprido nove promessas, continuava executando outras três, enquanto 11 ainda não haviam sido colocadas em prática.
Em julho de 2017, a administração Trad recebeu 80% de aprovação, de acordo com pesquisa do Instituto de Pesquisas de Mato Grosso do Sul (Ipems). Um ano depois, pesquisa do instituto Ranking apontou que o chefe do Executivo tinha 53,41% de avaliação ótima ou boa, 26,33% regular e 15,25% ruim ou péssima.
Já em setembro de 2019, outro levantamento do Ipems apontou que o prefeito tinha 52,76% de aprovação, era considerado regular por 33,36% e tinha 11,12% de reprovação. Outra sondagem, do instituto Paraná Pesquisas, apontou que a gestão do social-democrata tinha aprovação de 72,8% e era reprovada por 22,3%. 
Em fevereiro de 2020, pesquisa Ranking apontou que Trad tinha 51,33% de avaliação ótima ou boa, 25,16% regular e 15,83% ruim ou péssima.

### Pré-campanha
Nos bastidores, a pré-candidatura à reeleição do atual prefeito Marquinhos Trad caminhou a passos lentos. Ele declarou por mais de uma vez ser contrário à reeleição, mas ainda iria disputar. Logo após as eleições estaduais de 2018, ele recebeu o endosso do PSDB, desde os tucanos indicassem o vice. A discussão do acordo ficou para 2020. Quando chegou o ano eleitoral, Marquinhos negou que houvesse acordo e convidou a atual vice, Adriane Lopes (Patriota), para concorrer com ele à reeleição, que aceitou. Ainda assim, o PSDB decidiu apoiar a candidatura de Trad.
As especulações da candidatura emedebista começaram em 2018, com os nomes do ex-presidente da Assembleia Legislativa de Mato Grosso do Sul (Alems), Junior Mochi; do deputado estadual Marcio Fernandes; da senadora Simone Tebet e do ex-governador André Puccinelli cogitados. Como principal opção, Puccinelli negou que seria candidato e o partido fechou em torno de Fernandes, em fevereiro de 2020. Em setembro, a ex-vereadora Juliana Zorzo foi escolhida como vice na chapa.
Já as articulações para uma pré-candidatura petista começaram em 2019, com o nome do ex-governador e ex-deputado federal Zeca do PT como provável candidato. Ele desistiu de ir à disputa já no início de 2020, e o partido escolheu o deputado Pedro Kemp para concorrer. Em agosto, a ex-secretária de estado de Trabalho, Assistência Social e Economia Solidária, Eloisa Castro Berro, foi indicada como candidata a vice.
No PSL, o primeiro nome a ser cotado para a disputa foi o deputado Renan Contar, o Capitão Contar. Mas ele foi substituído pelo vereador Vinícius Siqueira.
No âmbito do PP, o ex-prefeito Alcides Bernal se colocou como pré-candidato. Os nomes da deputada federal Rose Modesto (PSDB) e do deputado estadual, Carlos Alberto David dos Santos, o Coronel David (na época no PSL) foram citados como opções. Por fim, a legenda optou pelo presidente da Santa Casa de Misericórdia de Campo Grande, Esacheu Nascimento.
Pelo PDT, os cotados foram o deputado estadual Jamilson Name; o candidato derrotado ao governo em 2018, Odilon de Oliveira, e o deputado federal Dagoberto Nogueira Filho. Dagoberto acabou escolhido e em seguida, Kelly Cristina Costa foi apontada como vice.
Desde julho de 2019, o Podemos já cogitava ter candidatura própria, e em dezembro, o novo presidente estadual, Sérgio Murilo Mota, se colocou como pré-candidato. Ele chegou a ser formalmente indicado, mas a legenda o substituiu pela delegada aposentada da Polícia Civil Sidnéia Tobias.
Dentro do PSC, o primeiro a se colocar como eventual candidato foi o procurador de Justiça Sérgio Harfouche, em outubro de 2018. Um mês depois, ele deixou o partido para reassumir o cargo público. O nome dele voltou a ser cotado em julho de 2019, mas já em setembro, o presidente estadual, Paulo Matos, assumiu a pré-candidatura.
Por sua vez, Harfouche acabou entrando na disputa, mas pelo partido Avante. O vereador André Salineiro foi indicado como vice na chapa.
O Solidariedade primeiro cogitou lançar o deputado estadual Lucas de Lima, mas a filiação do ex-secretário de estado de Infraestrutura, Marcelo Miglioli, mudou os planos. Por fim, Miglioli acabou escolhido. Como vice, foi escolhida a enfermeia Carlla Bernal.
O PL também anunciou que teria candidatura própria, que acabou sendo a do deputado estadual João Henrique Catan.
Pela terceira vez seguida, o ex-vereador Marcelo Bluma se lançou pré-candidato pelo PV.
Já o partido Novo abriu um processo seletivo em 2019, que terminou com o empresário Guto Scarpanti como escolhido. A servidora pública Priscilla Afonso foi indicada como vice.
E o PSOL escolheu a psicóloga como cabeça-de-chapa e a indígena da etnia Terena Val Eloy como vice.

## Candidaturas

### Prefeitura
| Candidato (a) a prefeito (a) | Candidato (a) a prefeito (a) | Candidato (a) a prefeito (a) | Último cargo que ocupou ou profissão                                  | Partido e número   | Candidato (a) a vice          | Coligação                                                                                  | Referências          |
| ---------------------------- | ---------------------------- | ---------------------------- | --------------------------------------------------------------------- | ------------------ | ----------------------------- | ------------------------------------------------------------------------------------------ | -------------------- |
| Cris Duarte                  |                              |                              | Psicóloga                                                             | PSOL — 50          | Val Eloy (PSOL)               | Partido não coligado                                                                       | [ 78 ]               |
| Dagoberto Nogueira           | Dagoberto Nogueira           |                              | Deputado federal (desde 2015)                                         | PDT — 12           | Kelly Cristina Costa (PDT)    | Partido não coligado                                                                       | [ 79 ]               |
| Esacheu Nascimento           |                              |                              | Diretor-presidente da Santa Casa de Campo Grande (2016–2020)          | PP — 11            | Venício Leite (PP)            | Partido não coligado                                                                       | [ 80 ]               |
| Guto Scarpanti               |                              |                              | Empresário                                                            | NOVO — 30          | Priscilla Afonso (NOVO)       | Partido não coligado                                                                       | [ 81 ]               |
| João Henrique Catan          | João Henrique Catan          |                              | Deputado estadual (desde 2019)                                        | PL — 22            | Jayme Magalhães Júnior (PL)   | Partido não coligado                                                                       | [ 82 ]               |
| Marcelo Bluma                |                              |                              | Vereador de Campo Grande (2001–2012)                                  | PV — 43            | José Alvarenga (PV)           | Partido não coligado                                                                       | [ 83 ]               |
| Marcelo Miglioli             |                              |                              | Secretário de estado de Infraestrutura (2015–2018)                    | Solidariedade — 77 | Carlla Bernal (Solidariedade) | Campo Grande em Boas Mãos (Solidariedade e PMN)                                            | [ 84 ] [ 85 ]        |
| Marcio Fernandes             | Marcio Fernandes             |                              | Deputado estadual (desde 2007)                                        | MDB — 15           | Juliana Zorzo (MDB)           | Partido não coligado                                                                       | [ 86 ]               |
| Marquinhos Trad              | Marquinhos Trad              |                              | Prefeito (desde 2017)                                                 | PSD — 55           | Adriane Lopes (Patriota)      | Avançar e Fazer Mais (PSD, Patriota, PSDB, DEM, PTB, PSB, PCdoB, Republicanos e Cidadania) | [ 87 ] [ 88 ]        |
| Paulo Matos                  |                              |                              | Secretário municipal de Governo e Relações Institucionais (2015-2016) | PSC — 20           | Dani Duarte (PROS)            | O Futuro Começa Aqui (PSC e PROS)                                                          | [ 89 ] [ 90 ] [ 91 ] |
| Pedro Kemp                   |                              |                              | Deputado estadual (desde 2003)                                        | PT — 13            | Eloisa Castro Berro (PT)      | Partido não coligado                                                                       | [ 89 ]               |
| Sérgio Harfouche             | Sérgio Harfouche             |                              | Procurador do MPMS (desde 1992)                                       | Avante — 70        | André Salineiro (Avante)      | Partido não coligado                                                                       | [ 92 ]               |
| Sidnéia Tobias               |                              |                              | Delegada da Polícia Civil (1990-2019)                                 | PODE — 19          | Samuel Gomes (PODE)           | Partido não coligado                                                                       | [ 93 ]               |
| Thiago Assad                 |                              |                              | Estudante                                                             | PCO — 29           | Carlos Martins Júnior (PCO)   | Partido não coligado                                                                       | [ 94 ]               |
| Vinícius Siqueira            |                              |                              | Vereador de Campo Grande (desde 2017)                                 | PSL — 17           | Rhiad Abdulahad (PSL)         | Partido não coligado                                                                       | [ 96 ]               |

#### Questionamentos políticos e judiciais

##### Disputa no PSL
A candidatura do PSL passou por análise da Justiça Eleitoral. Na véspera da convenção, rumores apontavam que o então pré-candidato Vinícius Siqueira seria substituído pelo deputado federal Loester Trutis, presidente municipal do partido, o que de fato acabou ocorrendo. A mudança repentina levou tanto Siqueira como a presidente estadual do PSL, senadora Soraya Thronicke a recorrer ao Judiciário e à Executiva Nacional para reverter a decisão.
A direção nacional se negou a intervir, mas uma juíza eleitoral acatou recurso de Siqueira, devolvendo-lhe a candidatura. Trutis anunciou que iria recorrer, e todos os seus recursos judiciais foram negados. Por fim, a Justiça Eleitoral indeferiu o registro de sua candidatura.

##### Indeferimentos
No dia 23 de outubro, o candidato do PCO, Thiago Assad, teve seu registro de candidatura indeferido.
Três dias depois, o registro de Sérgio Harfouche (Avante) também foi rejeitado. Ele recorreu, mas o Tribunal Regional Eleitoral de Mato Grosso do Sul (TRE-MS) manteve a sentença.

## Pesquisas de opinião

### Pré-campanha
| Divulgação             | Instituto        | Margem de erro | Avante            | MDB                 | Novo              | PDT               | PL            | PODE           | PP              | PSC           | PSD                 | PSL              | PSOL         | PT           | PV            | Solidariedade    | Sem filiação      | Outros | Abst./ Não decid. |
| ---------------------- | ---------------- | -------------- | ----------------- | ------------------- | ----------------- | ----------------- | ------------- | -------------- | --------------- | ------------- | ------------------- | ---------------- | ------------ | ------------ | ------------- | ---------------- | ----------------- | ------ | ----------------- |
| Divulgação             | Instituto        | Margem de erro |                   |                     |                   |                   |               |                |                 |               |                     |                  |              |              |               |                  |                   |        | Abst./ Não decid. |
| 27 de agosto de 2019   | Itop             | 3              | —                 | 16% (Puccinelli)    | —                 | 2% (Dagoberto)    | —             | —              | 5,5% (Bernal)   | —             | 19% (Marquinhos)    | 6% (Contar)      | —            | 5% (Zeca)    | 2% (Bluma)    | 3,5% (Lucas)     | 3% (Harfouche)    | 24%    | 14%               |
| 23 de setembro de 2019 | IPR              | 3,5            | —                 | —                   | —                 | —                 | —             | —              | —               | —             | 33,57% (Marquinhos) | 10,25% (David)   | —            | —            | —             | —                | 3,79% (Harfouche) | 14,33% | —                 |
| 23 de setembro de 2019 | IPR              | 3,5            | —                 | —                   | —                 | —                 | —             | —              | —               | —             | 33,57% (Marquinhos) | 7,3% (Contar)    | —            | —            | —             | —                | 3,79% (Harfouche) | 14,33% | —                 |
| 23 de setembro de 2019 | IPR              | 3,5            | —                 | 21,21% (Puccinelli) | —                 | 1,69% (Dagoberto) | —             | —              | —               | —             | 28,09% (Marquinhos) | 9,83% (David)    | —            | —            | —             | —                | 3,09% (Harfouche) | 12,78% | 16,02%            |
| 23 de setembro de 2019 | IPR              | 3,5            | —                 | —                   | —                 | —                 | —             | —              | —               | —             | 32,72% (Marquinhos) | 10,81% (David)   | —            | 6,88% (Zeca) | —             | —                | 4,35% (Harfouche) | 1,83%  | 24,71%            |
| 23 de setembro de 2019 | IPR              | 3,5            | —                 | —                   | —                 | —                 | —             | —              | —               | —             | 32,72% (Marquinhos) | 7,87% (Contar)   | —            | 6,88% (Zeca) | —             | —                | 4,35% (Harfouche) | 1,83%  | 24,71%            |
| 25 de setembro de 2019 | Itop             | 3              | —                 | 16% (Puccinelli)    | —                 | 2% (Dagoberto)    | —             | —              | —               | —             | 28% (Marquinhos)    | 5% (Contar)      | —            | —            | —             | 5,5% (Lucas)     | 5% (Harfouche)    | 29,8%  | 9,7%              |
| 30 de outubro de 2019  | Paraná Pesquisas | 3,5            | —                 | 11,2% (Puccinelli)  | —                 | —                 | —             | —              | —               | —             | 35,8% (Marquinhos)  | 6,7% (Contar)    | —            | 6,2% (Zeca)  | 1,4% (Bluma)  | 1% (Miglioli)    | 5,8% (Harfouche)  | 14,8%  | 4,4%              |
| 30 de outubro de 2019  | Paraná Pesquisas | 3,5            | —                 | 11,2% (Puccinelli)  | —                 | —                 | —             | —              | —               | —             | 35,8% (Marquinhos)  | 4,3% (David)     | —            | 6,2% (Zeca)  | 1,4% (Bluma)  | 1% (Miglioli)    | 5,8% (Harfouche)  | 14,8%  | 4,4%              |
| 6 de janeiro de 2020   | Itop             | 3              | —                 | 19% (Puccinelli)    | —                 | 0,2% (Dagoberto)  | —             | —              | 3% (Bernal)     | —             | 34% (Marquinhos)    | 4% (David)       | —            | 2% (Zeca)    | 1,4% (Bluma)  | 7% (Lucas)       | 0,5% (Harfouche)  | 23,5%  | 4,8%              |
| 6 de janeiro de 2020   | Itop             | 3              | —                 | 19% (Puccinelli)    | —                 | 0,2% (Dagoberto)  | —             | —              | 3% (Bernal)     | —             | 34% (Marquinhos)    | 2% (Contar)      | —            | 2% (Zeca)    | 1,4% (Bluma)  | 7% (Lucas)       | 0,5% (Harfouche)  | 23,5%  | 4,8%              |
| 5 de fevereiro de 2020 | Ranking          | 2,85           | —                 | 6,08% (Puccinelli)  | 0,33% (Scarpanti) | 0,16% (Dagoberto) | —             | —              | 2,66% (Bernal)  | 2% (Matos)    | 37,66% (Marquinhos) | 3,5% (David)     | —            | 2,75% (Zeca) | 0,75% (Bluma) | 7% (Lucas)       | 2,41% (Harfouche) | 8,57%  | 18,66%            |
| 5 de fevereiro de 2020 | Ranking          | 2,85           | —                 | 1,41% (Fernandes)   | 0,33% (Scarpanti) | 0,16% (Dagoberto) | —             | —              | 0,08% (Esacheu) | 2% (Matos)    | 37,66% (Marquinhos) | 3,08% (Contar)   | —            | 2,25% (Almi) | 0,75% (Bluma) | 2,08% (Miglioli) | 2,41% (Harfouche) | 8,57%  | 18,66%            |
| 5 de fevereiro de 2020 | Ranking          | 2,85           | —                 | 1,41% (Fernandes)   | 0,33% (Scarpanti) | 0,16% (Dagoberto) | —             | —              | 0,08% (Esacheu) | 2% (Matos)    | 37,66% (Marquinhos) | 3,08% (Contar)   | —            | 1,08% (Kemp) | 0,75% (Bluma) | 2,08% (Miglioli) | 2,41% (Harfouche) | 8,57%  | 18,66%            |
| 5 de fevereiro de 2020 | Ranking          | 2,85           | —                 | 2,08% (Fernandes)   | 1,08% (Scarpanti) | —                 | —             | —              | —               | 2% (Matos)    | 47,08% (Marquinhos) | 6,33% (David)    | —            | 2,75% (Kemp) | 1,66% (Bluma) | 2,66% (Miglioli) | 4,16% (Harfouche) | 4,24%  | 20,21%            |
| 5 de fevereiro de 2020 | Ranking          | 2,85           | —                 | 2,08% (Fernandes)   | 1,08% (Scarpanti) | —                 | —             | —              | —               | 2% (Matos)    | 47,08% (Marquinhos) | 5,25% (Contar)   | —            | 2,75% (Kemp) | 1,66% (Bluma) | 2,66% (Miglioli) | 4,16% (Harfouche) | 4,24%  | 20,21%            |
| 5 de fevereiro de 2020 | Ranking          | 2,85           | —                 | 8,75% (Puccinelli)  | —                 | —                 | —             | —              | —               | —             | 41,83% (Marquinhos) | 4,83% (David)    | —            | 3% (Kemp)    | —             | 3,16% (Miglioli) | 3,33% (Harfouche) | 7,33%  | 23,36%            |
| 5 de fevereiro de 2020 | Ranking          | 2,85           | —                 | 8,75% (Puccinelli)  | —                 | —                 | —             | —              | —               | —             | 41,83% (Marquinhos) | 4,41% (Contar)   | —            | 3% (Kemp)    | —             | 3,16% (Miglioli) | 3,33% (Harfouche) | 7,33%  | 23,36%            |
| 8 de março de 2020     | Ranking          | 2,85           | —                 | 3,83% (Fernandes)   | 0,83% (Scarpanti) | —                 | —             | —              | 0,5% (Esacheu)  | 3,08% (Matos) | 40,75% (Marquinhos) | 6,5% (Contar)    | —            | 3,42% (Kemp) | 1,75% (Bluma) | 1,25% (Miglioli) | 3,92% (Harfouche) | 10,67% | 23,5%             |
| 6 de maio de 2020      | Ranking          | 2,85           | 3,42% (Harfouche) | 3,67% (Fernandes)   | 0,42% (Scarpanti) | 1,5% (Dagoberto)  | —             | 0,25% (Murilo) | 1,25% (Esacheu) | 0,5% (Matos)  | 46,25% (Marquinhos) | 5,08% (Contar)   | 0,17% (Cris) | 0,83% (Kemp) | 0,75% (Bluma) | 2,75% (Miglioli) | —                 | 1,83%  | 31,33%            |
| 17 de junho de 2020    | Ranking          | 2,85           | 4% (Harfouche)    | 4,25% (Fernandes)   | 0,92% (Scarpanti) | 2% (Dagoberto)    | —             | 0,67% (Murilo) | 1% (Esacheu)    | 0,33% (Matos) | 48% (Marquinhos)    | 0,83% (Siqueira) | 1,25% (Cris) | 3,08% (Kemp) | 0,17% (Bluma) | 2,5% (Miglioli)  | —                 | 1%     | 30%               |
| 3 de julho de 2020     | Ranking          | 2,85           | 1,2% (Harfouche)  | 0,08% (Fernandes)   | 0,4% (Scarpanti)  | 1,8% (Dagoberto)  | —             | 0,25% (Murilo) | —               | —             | 59,8% (Marquinhos)  | 1,9% (Contar)    | 0,6% (Cris)  | 1,25% (Kemp) | —             | 0,9% (Miglioli)  | —                 | 13,3%  | 16,47%            |
| 3 de julho de 2020     | Ranking          | 2,85           | 1,2% (Harfouche)  | 0,08% (Fernandes)   | 0,4% (Scarpanti)  | 1,8% (Dagoberto)  | —             | 0,25% (Murilo) | —               | —             | 59,8% (Marquinhos)  | 0,25% (Siqueira) | 0,6% (Cris)  | 1,25% (Kemp) | —             | 0,9% (Miglioli)  | —                 | 13,3%  | 16,47%            |
| 31 de agosto de 2020   | Itop             | 2,8            | 3,08% (Harfouche) | 0,25% (Fernandes)   | 0,17% (Scarpanti) | 2% (Dagoberto)    | 0,17% (Catan) | 0,17% (Murilo) | 0,33% (Esacheu) | —             | 51,5% (Marquinhos)  | 0,58% (Siqueira) | 0,58% (Cris) | 1,25% (Kemp) | 0,92% (Bluma) | 0,42% (Miglioli) | —                 | 9,99%  | 26,26%            |
| 8 de setembro de 2020  | Ranking          | 2,85           | 3% (Harfouche)    | 6,5% (Fernandes)    | 0,67% (Scarpanti) | 4,25% (Dagoberto) | 0,42% (Catan) | 0,25% (Murilo) | 0,75% (Esacheu) | 0,83% (Matos) | 53,08% (Marquinhos) | 0,92% (Siqueira) | 2,08% (Cris) | 2,42% (Kemp) | 1,08% (Bluma) | 2,17% (Miglioli) | —                 | 1,41%  | 20,17%            |

### Primeiro turno
| Divulgação             | Instituto | Margem de erro | Candidato (a)    | Candidato (a)      | Candidato (a) | Candidato (a)  | Candidato (a)  | Candidato (a) | Brancos ou Nulos | Nenhum ou Não sabe |
| Divulgação             | Instituto | Margem de erro | Marquinhos (PSD) | Harfouche (Avante) | Kemp (PT)     | Siqueira (PSL) | Sidnéia (PODE) | Outros        | Brancos ou Nulos | Nenhum ou Não sabe |
| ---------------------- | --------- | -------------- | ---------------- | ------------------ | ------------- | -------------- | -------------- | ------------- | ---------------- | ------------------ |
| 5 de outubro de 2020   | Ranking   | ±2,85%         | 51,33%           | 6,33%              | 3%            | 0,5%           | 2,17%          | 17,17%[A]     | —                | 20%                |
| 16 de outubro de 2020  | Ibope     | ±4%            | 41%              | 11%                | 6%            | 3%             | 4%             | 12%[B]        | 12%              | 9%                 |
| 24 de outubro de 2020  | Ranking   | ±2,75%         | 43,07%           | 5%                 | 3,43%         | 2,5%           | 2,07%          | 22,35%[C]     | —                | 21,58%             |
| 26 de outubro de 2020  | IPR       | ±3,8%          | 46,46%           | 6,92%              | 5,23%         | 4,15%          | 3,69%          | 24,77%[D]     | —                | 10%                |
| 27 de outubro de 2020  | DATAmax   | ±3,5%          | 52%              | 5%                 | 6%            | 2%             | 1%             | 17%[E]        | 3%               | 20%                |
| 30 de outubro de 2020  | Ibope     | ±4%            | 46%              | 11%                | 8%            | 7%             | 4%             | 11%[F]        | 9%               | 5%                 |
| 3 de novembro de 2020  | Itop      | ±2,9%          | 52,25%           | 4,75%              | 5,25%         | 3,75%          | 3%             | 8,75%[G]      | —                | 22,17%             |
| 4 de novembro de 2020  | Ranking   | ±2,75%         | 44,07%           | 6,14%              | 3,43%         | 5,07%          | 2,36%          | 23,93%[H]     | —                | 15%                |
| 11 de novembro de 2020 | Ibope     | ±4%            | 48%              | 10%                | 5%            | 5%             | 4%             | 14%[I]        | 9%               | 5%                 |
| 12 de novembro de 2020 | Ranking   | ±2,75%         | 46,14%           | 6,07%              | 3%            | 5%             | 4,07%          | 23,78%[J]     | —                | 11,94%             |
| 13 de outubro de 2020  | IPR       | ±3,8%          | 53,69%           | 9,54%              | 5,54%         | 4,31%          | 2,15%          | 12,16%[K]     | 6,46%            | 6,15%              |

[A] - No primeiro cenário, considerando que o candidato do PSL era Vinícius Siqueira, Marcio Fernandes (MDB) tinha 8.25% das intenções de voto; Dagoberto Nogueira (PDT), 3.08%; Cris Duarte (PSOL), com 2.08%; Marcelo Bluma (PV), 1%; Marcelo Miglioli (Solidariedade), 0.75%; Paulo Matos (PSC), 0.67%; Guto Scarpanti (Novo), 0.25% e João Henrique (PL), 0.17%. Quando o candidato do PSL era Loester Trutis, Marquinhos Trad (PSD) lidera com 50.08%; seguido por Marcio Fernandes (MDB), com 8%; Sérgio Harfouche (Avante), 5.5%; Trutis, 4.33%; Dagoberto Nogueira (PDT), 3.17%; Pedro Kemp (PT), 3.08%; Cris Duarte (PSOL), 2%; Marcelo Bluma (PV), 1.08%; Marcelo Miglioli (Solidariedade), 0.75%; Paulo Matos (PSC), 0.5%; Esacheu Nascimento (PP), 0.42%; Sidnéia Tobias (PODE), 0.33%; Guto Scarpanti (Novo), 0.25% e João Henrique (PL), 0.17%.

[B] - O levantamento incluiu os dois pretensos candidatos do PSL. Dagoberto Nogueira (PDT) aparece com 3%; João Henrique (PL), 2%; Marcelo Bluma, 2%; Marcio Fernandes (MDB), 1%; Loester Trutis (PSL), 1% e Marcelo Miglioli (Solidariedade), 1%. Os demais candidatos não pontuaram.

[C] - O levantamento incluiu os dois pretensos candidatos do PSL. Marcio Fernandes (MDB) aparece com 8.36%; Dagoberto Nogueira, com 6.14%; Marcelo Miglioli (Solidariedade), 2.14%; Cris Duarte (PSOL), com 1.36%; Marcelo Bluma (PV), 1.21%; Paulo Matos (PSC), 1%; João Henrique (PL), 0.36; %Guto Scarpanti (Novo), 0.21% e Thiago Assad (PCO), 0.07%.

[D] - O levantamento incluiu os dois postulantes do PSL. Dagoberto Nogueira (PDT) aparece com 5.54%; Marcio Fernandes (MDB), 3.23% ; Loester Trutis (PSL), 1.69%; Marcelo Miglioli (Solidariedade), 1.54%; Guto Scarpanti (Novo), João Henrique (PL) e Marcelo Bluma (PV) estavam com 1.23% cada; Cris Duarte (PSOL), 0.62%; e Thiago Assad (PCO), 0.31%.

[E] - O levantamento incluiu os dois postulantes do PSL. Dagoberto Nogueira (PDT) aparece com 4%; Marcelo Miglioli (Solidariedade), 1%; e Marcio Fernandes (MDB), Marcelo Bluma (PV), João Henrique (PL), Loester Trutis (PSL) e Cris Duarte (PSOL) têm 1% cada. Os demais candidatos não pontuaram.

[F] - No primeiro cenário, considerando que o candidato do PSL era Vinícius Siqueira, Esacheu Nascimento (PP) e Marcio Fernandes (MDB) têm 2% cada; Dagoberto Nogueira (PDT), João Henrique (PL), Marcelo Bluma (PV), Marcelo Miglioli (Solidariedade), Cris Duarte (PSOL), Guto Scarpanti (Novo) e Paulo Matos (PSC) estavam com 1% cada. Thiago Assad (PCO) não pontuou. Quando o candidato do PSL era Loester Trutis, Marquinhos Trad (PSD) lidera com 46%; seguido por Sérgio Harfouche (Avante), com 12%; Pedro Kemp (PT), 7%; Sidnéia Tobias (PODE), 4%; Dagoberto Nogueira (PDT), 3%; Esacheu Nascimento (PP), Marcelo Bluma (PV), Marcio Fernandes (MDB) e Marcelo Miglioli (Solidariedade) estavam com 2% cada; Trutis, Cris Duarte (PSOL), Guto Scarpanti (Novo) e Paulo Matos (PSC) têm 1% cada. João Henrique (PL) e Thiago Assad (PCO) não pontuaram.

[G] - Outros 11 candidatos foram citados: Dagoberto Nogueira (PDT) tem 3.25% das intenções de voto; Marcelo Bluma (PV), 1.25%; Marcelo Miglioli (Solidariedade), 1%; João Henrique (PL), Marcio Fernandes (MDB) e Paulo Matos (PSC) têm 0.75% cada; Cris Duarte (PSOL), 0.5%; Esacheu Nascimento (PP) e Thiago Assad (PCO) estavam com 0.25% cada; e Guto Scarpanti (Novo), 0.08%.

[H] - Outros 11 candidatos foram citados: Dagoberto Nogueira (PDT) e Marcio Fernandes (MDB) têm 9% cada; Marcelo Miglioli (Solidariedade), 1.21%; Cris Duarte (PSOL), 1%; Marcelo Bluma (PV), 0.93%; Paulo Matos (PSC), 0.86%; João Henrique (PL), 0.79%; Esacheu Nascimento (PP), 0.64%; Guto Scarpanti (Novo), 0.36%; e Thiago Assad (PCO), 0.14%.

[I] - Outros 11 candidatos foram citados: João Henrique (PL), Marcelo Miglioli (Solidariedade), Cris Duarte (PSOL), Esacheu Nascimento (PP) e Marcio Fernandes (MDB) têm 2% das intenções de voto cada; Dagoberto Nogueira (PDT), Guto Scarpanti (Novo), Marcelo Bluma (PV) e Paulo Matos (PSC) estavam com 1% cada. Thiago Assad (PCO) não pontuou.

[J] - Outros 11 candidatos foram citados: Marcio Fernandes (MDB) tinha 9.21% das intenções de voto; Dagoberto Nogueira (PDT) aparece com 7%; Marcelo Miglioli (Solidariedade), 1.86%; Cris Duarte (PSOL), 1.14%; Marcelo Bluma (PV), 1.07%; João Henrique (PL), 1%; Paulo Matos (PSC), 0.93%; Esacheu Nascimento (PP), 0.86%; Guto Scarpanti (Novo), 0.5%; e Thiago Assad (PCO), 0.21%.

[K] - Outros 11 candidatos foram citados: Dagoberto Nogueira (PDT) tinha 3.23% das intenções de voto; Marcio Fernandes (MDB) aparece com 3.08%; Marcelo Miglioli (Solidariedade), 1.69%; Esacheu Nascimento (PP), 1.38%; Paulo Matos (PSC), 0.77%; Cris Duarte (PSOL) e Marcelo Bluma (PV) estavam com 0.62% cada; João Henrique (PL), 0.46%; e Guto Scarpanti (Novo), 0.31%. Thiago Assad (PCO) não pontuou.

## Debates
A pandemia levou vários debates a não ocorrer, em razão da pandemia. A maioria dos organizadores desistiu.
A Federação dos Trabalhadores em Educação de  Mato Grosso do Sul (Fetems) organizou o primeiro debate, em 28 de outubro. A Rede Brasil de Televisão realizou o segundo e último encontro, em 6 de novembro.
| Data                  | Organizador (es)                                                       | Mediador (a)    | Participantes | Ausentes                         | Não convidados |
| --------------------- | ---------------------------------------------------------------------- | --------------- | --- | -------------------------------- | -------------- |
| 28 de outubro de 2020 | Federação dos Trabalhadores em Educação de Mato Grosso do Sul (Fetems) | Jaime Teixeira  | Cris Duarte Dagoberto Nogueira Esacheu Nascimento Guto Scarpanti João Henrique Catan Marcelo Bluma Marcelo Miglioli Marcio Fernandes Paulo Matos Pedro Kemp Sidnéia Tobias Thiago Assad Vinícius Siqueira | Marquinhos Trad Sérgio Harfouche | —              |
| 6 de novembro de 2020 | Rede Brasil de Televisão                                               | Hermano Henning | Cris Duarte Dagoberto Nogueira Esacheu Nascimento Guto Scarpanti João Henrique Catan Marcelo Bluma Marcelo Miglioli Paulo Matos Pedro Kemp Sérgio Harfouche Sidnéia Tobias Vinícius Siqueira              | Marcio Fernandes Marquinhos Trad | Thiago Assad   |

## Resultados

### Prefeitura
Fonte: TSE
| Candidato(a)                    | Vice                          | 1º turno 15 de novembro de 2020 | 1º turno 15 de novembro de 2020 |
| Candidato(a)                    | Vice                          | Votos                           | Porcentagem                     |
| ------------------------------- | ----------------------------- | ------------------------------- | ------------------------------- |
| Marquinhos Trad (PSD)           | Adriane Lopes (Patriota)      | 218.418                         | 52,58%                          |
| Sérgio Harfouche (Avante)       | André Salineiro (Avante)      | 48.094                          | 11,58%                          |
| Pedro Kemp (PT)                 | Eloísa Castro (PT)            | 34.546                          | 8,32%                           |
| Vinícius Siqueira (PSL)         | Rhiad Abdulahad (PSL)         | 34.066                          | 8,20%                           |
| Delegada Sinéia Tobias (PODE)   | Professor Samuel (PODE)       | 19.103                          | 4,06%                           |
| Márcio Fernandes (MDB)          | Juliana Zorzo (MDB)           | 12.522                          | 3,01%                           |
| Esacheu Nascimento (PP)         | Venício Leite (PP)            | 10.170                          | 2,45%                           |
| João Henrique (PL)              | Jayme Magalhães Jr. (PL)      | 10.123                          | 2,44%                           |
| Marcelo Mignoli (Solidariedade) | Carlla Bernal (Solidariedade) | 7.899                           | 1,90%                           |
| Dagoberto (PDT)                 | Kelly Costa (PDT)             | 6.507                           | 1,57%                           |
| Guto Scarpanti (NOVO)           | Priscila Afonso (NOVO)        | 4.811                           | 1,16%                           |
| Cris Duarte (PSOL)              | Val Eloy (PSOL)               | 4.621                           | 1,11%                           |
| Marcelo Bluma (PV)              | Pastor Alvarenga (PV)         | 2.657                           | 0,64%                           |
| Paulo Matos (PSC)               | Dany Duarte (PROS)            | 1.884                           | 0,45%                           |
| Total de votos válidos          | Total de votos válidos        | 415.421                         | 100%                            |
| → Votos válidos                 | → Votos válidos               | 415.421                         | 90,61%                          |
| → Votos brancos                 | → Votos brancos               | 18.316                          | 3,99%                           |
| → Votos nulos                   | → Votos nulos                 | 24.747                          | 5,40%                           |
| Total de votos                  | Total de votos                | 458.484                         | 100%                            |